# Maurice Setters
Maurice Edgar Setters (Honiton, 16 de dezembro de 1936 - Doncaster, 22 de novembro de 2020) foi um futebolista inglês, que atuava como meia.

## Carreira
Maurice Setters fez parte do elenco da Seleção Inglesa de Futebol que disputou a Copa do Mundo de 1958.

## Ligações Externas
- Perfil em FIFA.com (em inglês)